# Ca' de Ravazzini
Cà de’ Ravazzini fa parte del comune di Castellarano, in provincia di Reggio Emilia, nella regione Emilia-Romagna.
La frazione o località di Ca' de' Ravazzini dista 1,5 chilometri dal medesimo comune di Castellarano di cui essa fa parte e sorge a 247 metri sul livello del mare. Il cognome Ravazzini, da cui il toponimo, è molto raro e tipico del comune di Castellarano.